# Breyer Mesa
Die Breyer Mesa ist ein 5 km langer, vereister und über 3000 m hoher Tafelberg in der antarktischen Ross Dependency. Im Königin-Maud-Gebirge ragt er an der Westflanke des Amundsen-Gletschers zwischen den Einmündungen des Christy- und des Tate-Gletschers auf.
Der US-amerikanische Polarforscher Richard Evelyn Byrd entdeckte den Berg bei seinem Südpolflug im November 1929. Er benannte ihn nach seinem Freund, dem Rechtsanwalt Robert S. Breyer (1887–1964) aus Los Angeles, einem Sponsor seiner ersten Antarktisexpedition (1928–1930). Das Advisory Committee on Antarctic Names änderte 1951 Byrds Benennung als Mount Breyer in die heutige Form, um der Natur des Berges besser gerecht zu werden.